# Геллертсгаузен
Геллертсгаузен (нім. Hellertshausen) — громада в Німеччині, розташована в землі Рейнланд-Пфальц. Входить до складу району Біркенфельд. Складова частина об'єднання громад Раунен.
Площа — 7,47 км2. Населення становить 193 ос. (станом на 31 грудня 2020).